# Малешевский, Болеслав Фомич
Болесла́в Фоми́ч Малеше́вский  — учёный, математик, на основе теории вероятностей разработал теорию и внедрил первые пенсионные кассы в России. Сенатор (1908).

## Биография
Из дворян Гродненской губернии. Родился 6 декабря 1844 года. Окончив курс в Александровском Брестском кадетском корпусе, поступил в бывшую Варшавскую главную школу, и, будучи среди лучших её выпускников, получил по предоставлении письменной работы степень кандидата математических наук. В 1868 году был удостоен степени магистра физико-математических наук за диссертацию «О гармонических и антигармонических соотношениях и их применении». С 1869 по 1892 гг. находился на частной службе, а с 1892 г. — на государственной.
После работы на Юго-Западной железной дороге Малешевский с 1894 года занимает должность директора «Особенной канцелярии по кредитной части» министерства финансов, является членом Ученого комитета этого министерства (с 1897) и членом Совета Государственного банка. В этот период Малешевским был принят ряд мер по упорядочиванию банковского дела в России.
Входил в первоначальный состав преподавателей экономического отделения Санкт-Петербургского политехнического института (избран профессором 2 (15) октября 1902 г.), где читал лекции по теории вероятностей и финансовым вычислениям.
К 1900-м гг. Б. Ф. Малешевский имел чин тайного советника и был награждён орденом Св. Анны 1-й степени и орденом Св. Владимира 2-й степени.
Скончался 30 апреля (13 мая) 1912 года.

## Отзывы современников
Малишевский был человек большого ума и математического образования; по натуре своей он принадлежит к тому классу людей, которые имеют в своем уме нечто особенное, что отличает их от обыденных людей, но что эта особенность их ума с другой стороны, ставит таких людей на грань между нормальным человеком и сумасшедшим, — это обыкновенное свойство почти всех гениальных людей.<…>

Заслуга Малишевского в железнодорожном деле та, что благодаря его трудам была основана эмеритальная касса для служащих юго-западных жел. дорог, в которой участвовало взносом и общество Киево-Брестской жел. дороги. Затем касса эта была расширена и распространена на юго-западные жел. дор. тогда, когда образовалось общество юго-западных ж. д.<…>

Как известно всякая правильно поставленная эмеритальная касса основывается на теории вероятности и требует значительной математической эрудиции, хотя часто, когда не имеется надлежащих статистических данных, одной математики недостаточно.<…>

Вот, во избежание таких казусов Малишевский и предпринял сначала теоретическую разработку всего этого вопроса и написал по этому поводу целый том (том этот был удостоен премии Акад. Наук). Затем Малишевский составил все расчеты для общего устава эмеритальных касс русских железных дорог, — за что ему был дан чин статского советника и «Владимир». В те времена награда эта являлась совершенно исключительной потому что тогда подобного рода награды не давали с такою легкостью, с какою он даются в настоящее время.
— Витте С. Ю. Воспоминания